# 香港セカンドディビジョンリーグ
香港セカンドディビジョンリーグ（中国語: 香港乙組聯賽, 英語: Hong Kong Second Division League）は、香港のサッカーリーグにおけるサードディビジョンの名称である。通称「香港乙組サッカーリーグ」、「香港リーグ3部」。

## 歴史
香港甲組が初めて開催された翌年の1909年(宣統元年）に参加8チームで開催された。当初は外国人のみ参加可であったが、1914年（民国3年）には中国人のチームが参加、翌々年には優勝した。その後は甲組各チームのリザーブチームが乙組の大多数を占める様になっていった。第二次世界大戦による中断を経て1946年に再開。1956年から甲組との入れ替え制度を開始すると共に、リザーブリーグを創設し、リザーブチームが参加チームの多数を占める事態を解消した。90年代に入るとサッカーの人気にも陰りが見え始めた為、主に地域クラブが参加する香港丙組が開始され、同時に丙組との入れ替え制度も開始された。2014-2015シーズンからトップリーグとして香港超級が開始されたのに伴い、乙組は3部相当となった。

## 2015-16シーズン所属クラブ
| クラブ名           | 英名                    | 前年成績 |
| ------------------ | ----------------------- | -------- |
| 愉園体育会         | Happy Valley            | 甲組14位 |
| 屯門               | Tuen Mun                | 甲組15位 |
| 鹿特丹斯巴達(淦源) | Sparta Rotterdam Mutual | 乙組2位  |
| 九龍城             | Kowloon City            | 乙組3位  |
| 西貢               | Sai Kung                | 乙組4位  |
| 東区               | Eastern District        | 乙組5位  |
| 光華               | Kwong Wah               | 乙組6位  |
| 深水埗             | Sham Sui Po             | 乙組7位  |
| 荃湾               | Tsuen Wan               | 乙組8位  |
| 屯門足球会         | Tuen Mun F.C.           | 乙組9位  |
| 国強               | Kwok Keung              | 乙組10位 |
| 東昇               | Tung Sing               | 丙組1位  |

## 歴代優勝クラブ
- 1948-49 - 中華
- 1949-50 - 報聯
- 1950-51 - 傑志
- 1951-52 - 南華
- 1952-53 - 南華
- 1953-54 - 九巴
- 1954-55 - 九巴
- 1955-56 - 九巴
- 1956-57 - 渣甸
- 1957-58 - 柴灣
- 1958-59 - 愉園
- 1959-60 - 加山
- 1960-61 - 五一七
- 1961-62 - 東昇
- 1962-63 - 加山
- 1963-64 - 東昇
- 1964-65 - 流浪
- 1965-66 - 陸軍
- 1966-67 - 電話
- 1967-68 - 怡和
- 1968-69 - 消防

- 1969-70 - 愉園
- 1970-71 - 荃灣
- 1971-72 - 精工
- 1972-73 - 港會
- 1973-74 - 怡和
- 1974-75 - 警察
- 1975-76 - 九巴
- 1976-77 - 港會
- 1977-78 - 警察
- 1978-79 - 港會
- 1979-80 - 警察
- 1980-81 - 保濟丸
- 1981-82 - 菱電
- 1982-83 - 警察
- 1983-84 - 警察
- 1984-85 - 港燈
- 1985-86 - 港會
- 1986-87 - 星島
- 1987-88 - 港會
- 1988-89 - 保濟丸
- 1989-90 - 馬天尼

- 1990-91 - 警察
- 1991-92 - 傑志
- 1992-93 - 港會
- 1993-94 - 發景
- 1994-95 - 港會
- 1995-96 - 東寶
- 1996-97 - 二合
- 1997-98 - 港會
- 1998-99 - 港會
- 1999-00 - 公民足球隊
- 2000-01 - 港會
- 2001-02 - 福建
- 2002-03 - 傑志
- 2003-04 - 公民足球隊
- 2004-05 - 港會
- 2005-06 - 港會
- 2006-07 - 東寶
- 2007-08 - 淦源
- 2008-09 - 沙田
- 2009-10 - 港會
- 2010-11 - 深水埗

- 2011-12 - 金峰科技
- 2012–13 - 元朗
- 2013–14 - 和富大埔
- 2014–15 - 永義